# Manuel Godinho de Erédia
Manuel Godinho de Erédia, auch Emanuel Godinho de Erédia (* 16. Juli 1563 in Malakka; † 1623) war ein malaiisch-portugiesischer Autor und Kartograph. Er schrieb eine Reihe von Büchern, darunter frühe Beschreibungen der Malaiischen Halbinsel, die heute als Quelle über die Region zu dieser Zeit dienen. Im frühen 17. Jahrhundert begann Erédia sich für die Erforschung des Südlandes zu interessieren, von dem angenommen wird, dass es sich dabei um Australien handelt.

## Familie
Erédia war das jüngste von vier Kindern von João de Erédia Aquaviva, einem Mann aus Aragon, mit italienischen Wurzeln und seiner Ehefrau Elena Vessiva, die von der südostasiatischen Insel Sulawesi stammt. Sie war Makassarin oder Bugis und wird als Prinzessin und Tochter des Königs von Supa beschrieben. Erédia Aquaviva war Teil einer portugiesischen Missionarsexpedition auf Sulawesi, wo sich das 15 Jahre alte Mädchen in den Hauptmann verliebte und mit ihm durchbrannte. Die beiden heirateten 1545. Elena Vessiva starb 1575, als Manuel 12 Jahre alt war.
Manuel Godinho de Erédia heiratete Vilante de Sampaio um 1586 in Cochin. Zusammen hatten sie zwei Kinder: eine Tochter, die 1587 geboren wurde, und einen Sohn, der 1588 zur Welt kam.

## Leben

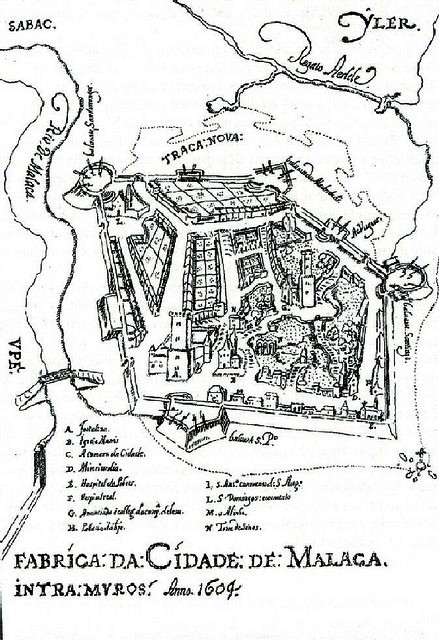
„Aufbau der Stadt Malakka: Intramuros Anno 1604“ von Godinho de Eredia.

Erédia wuchs in Malakka auf, wo er auch eine Jesuitenschule besuchte. Als seine Mutter starb, wurde er auf eine höhere Jesuitenschule in Goa geschickt, wo Erédia eine Ausbildung in Astronomie, Kartographie und Mathematik erhielt. 1579 wurde er in die Gesellschaft Jesu aufgenommen, verließ sie aber 1580, um im Auftrag der Krone in Goa zu arbeiten. Seine Vorgesetzten waren der Meinung, dass dies besser zum Interesse von Erédia an Forschungsreisen passen würde.
Erédia arbeitet als Kosmograf, schrieb Bücher und unterrichtete Mathematik. Außerdem diente er als Soldat und Militäringenieur. Für den spanischen König (Portugal befand sich seit 1580 in einer Personalunion mit Spanien) schuf er neue Karten der Länder Asiens. Von König wurde Erédia angeblich am 14. Februar 1594 zum Entdecker des „India meridional“ erklärt, einem im Süden vermuteten Landes. Dafür erhielt Erédia den Titel „Adelantado“ (Generalgouverneur) und wurde zum Mitglied des Christusordens ernannt. Es fehlen allerdings Beweise für diese Überlieferungen.
1600 kehrte Erédia zurück nach Südostasien, um im Malaiischen Archipel nach dem legendären Goldland zu suchen. Allerdings musste er vier Jahre in Malakka ausharren, wo er als Kommandant einer Flotte von 70 Schiffen den südlichen Teil der Region schützte. 1604 gründete Erédia in Muar ein Fort und eroberte zusammen mit General André Furtado de Mendonça Kota Batu, das heutige Johor Lama.

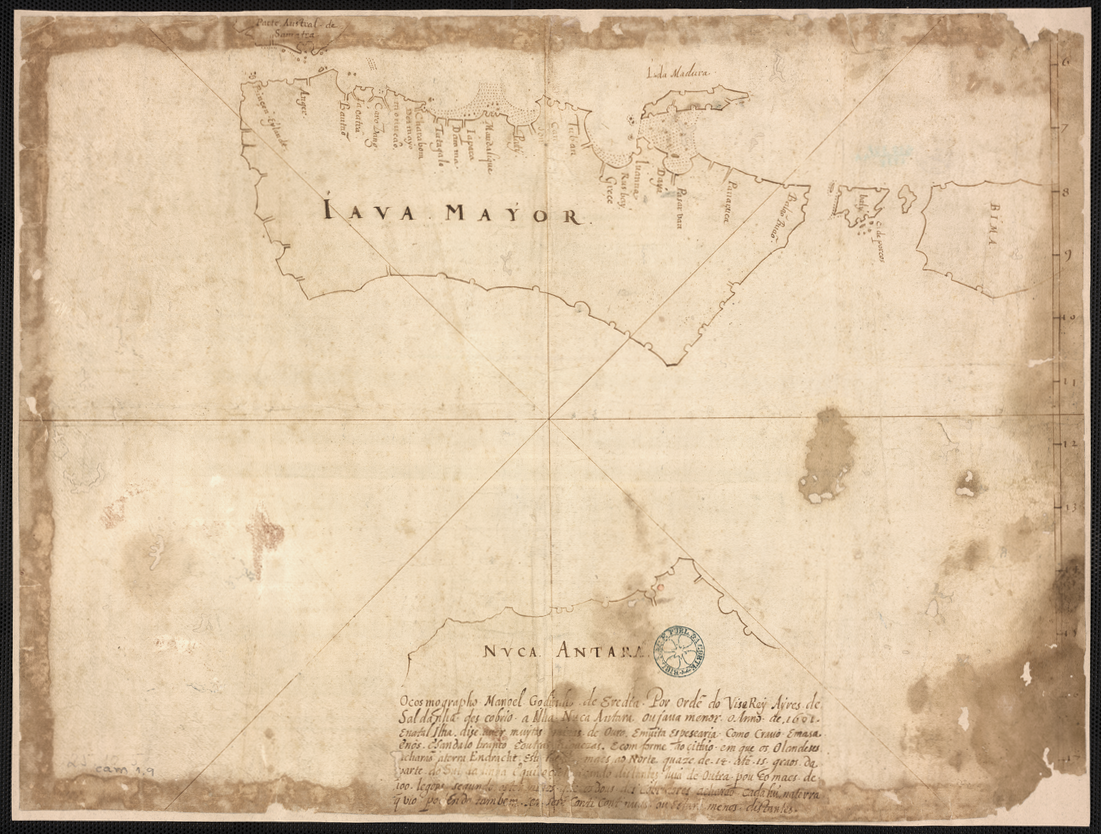
Karte von Erédia mit der Insel Java und möglicherweise Australien (hier Nuca Antara genannt)

Erédia erhielt 1601 Berichte von einem bisher unentdeckten Land im Süden, das Nuca Antara genannt wurde. Erédia wollte nach diesem Land suchen mit dem möglicherweise das heutige Australien gemeint war, doch 1605 erkrankte er und musste nach Goa zurückkehren. Zusammen mit einem javanischen Seemann sandte Erédia seinen Diener 1610 auf die Suche nach Nuca Antara. Inzwischen hatten die Niederländer 1606 bereits die Nordküste Australiens erreicht.

## Veröffentlichungen (Auswahl)
- Report on the Golden Chersonese, or Peninsula, and Auriferous, Carbuncular and Aromatic Islands (1597–1600)
- Plantas de plaças das conquistas de Portugal (1610)
- Discourse on the Province of Indostan, termed Mogûl (1611)
- Summary of the Trees and Plants of India intra Ganges (Suma de árvores e plantas da Índia Intra Ganges) (1612)
- Description of Malaca, Meridional India, and Cathay (Declaraçam de Malaca e da India Meridional com Cathay)  (1613)
- History of the Martyrdom of Luiz Monteiro Coutinho (1615)
- Treatise on Ophir (Tratado Ophirico) (1616, das Werk enthält auch eine Autobiographie)
- Lyvro de Plataforma das Fortalezas da India (um 1620)[7]